# سنگ‌چشم خاکستری بزرگ

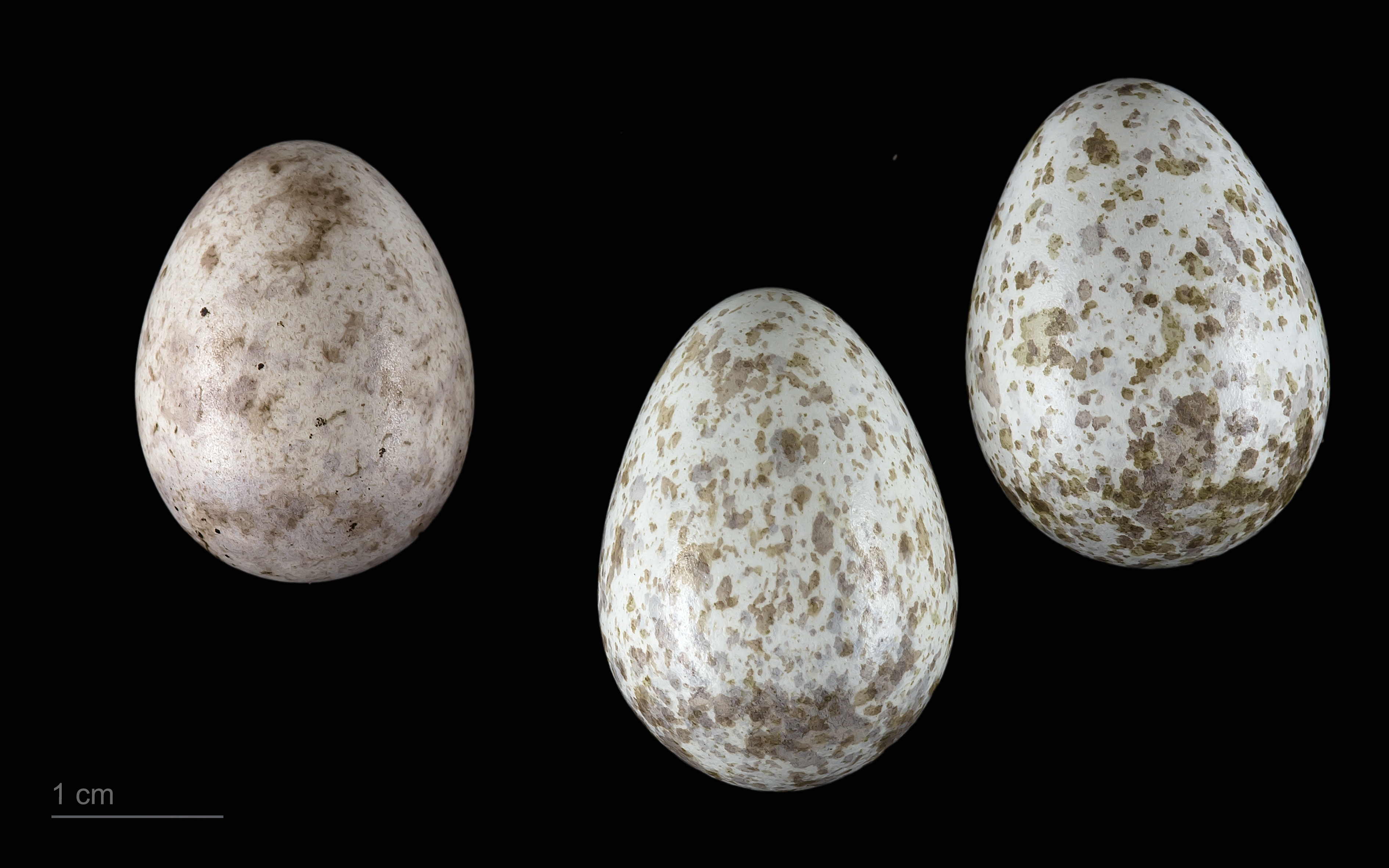
Cuculus canorus canorus + Lanius excubitor

سنگ‌چشم خاکستری بزرگ یا بادخور (نام علمی: Lanius excubitor) نام یک گونه از تیره سنگ‌چشمان است.

## نام
سنگ‌چشم خاکستری بزرگ در کوخرد و بخش کوخرد هرمزگان ایران با نام‌های بادخُور یا گَردُه نِیسُو – چنانکه به گویش محلی به این پرنده (گَردُه نِیسُو) می‌گویند – خوانده می‌شود.

## مشخصات
این پرنده در حدود ۱۵ تا ۲۰ سانتیمتر طول دارد، پرهای بخش‌های بالائی بدنش قهوه‌ای ودمی تقریباً سیاه دارد.
قسمت زیر بدنش مایل به سفید است. خط سیاهی در وسط دارد که قسمتی از سرش را فراگرفته‌است.
این پرنده زیبا بیشتر در سوراخ درختان و شکاف کوه‌ها و در طول جویبارها بسر می‌برد. در هنگام وزیدن باد رو به طرف باد می‌ایستد و دهنش را باز می‌کند که باد به درون او برود، بنابراین پرنده (بادخُور) نامیده شده‌است، همچنین و بعلت کوتاه بودن گردنش آن را (گَردُه نِیسُو) نیز نامیده شده‌است.

## تغذیه
سنگ‌چشم خاکستری بزرگ معمولاً از راه خوردن حشرات تغذیه می‌کند.

## جفت گیری وتخم گذاری
ماده اش از ۴ تا ۶ نخم می‌گذارد، مدت ۲ هفته روی تخم‌ها می‌خوابد سپس جوجه‌ها از تخم بیرون می‌آیند. در بیشه‌های مرطوب، پرچین‌های انبوه لانه می‌سازد و در نزدیکی زمین درون بوته‌های خار و گزنه کاملاً پنهان می‌شود.